# Новоалександровка (Уярский район)
Новоалександровка— деревня в Уярском районе Красноярского края в составе Новопятницкого сельсовета.

## Топоним
Первоначальное название деревни было Соболевка. После возведения церкви (1911) — село Ново-Александровка.

## География
Находится примерно в 9 километрах по прямой на северо-восток от районного центра города Уяр.
Находится в южной части края, в пределах Алтае-Саянского горнотаёжного района, на берегу реки Рыбная. Река разделяет от соседнего села Новопятницкое, административного центра сельсовета.  

### Климат
Климат резко континентальный. Среднемесячная температура воздуха июля составляет+19°С, а самого холодного месяца — января −16°С. Средняя продолжительность безморозного периода — 120 дней, с температурой + 10º С — 114 дней, средняя дата последнего заморозка — весной 22 июня, первого, осенью — 20 сентября. Продолжительность безморозного периода 95-116 дней. Среднегодовая температура 0,5—-1,9оС. Годовая сумма осадков составляет до 430—680 см, причем большая часть их выпадает в теплый период года.

## История
В 1891 году землеустроительной комиссией был отмерен Соболевский переселенческий участок. На участке селились переселенцы из Тамбовской, Орловской и Минской губернии. В 1911 году в Новоалександровке была построена церковь. В советское время работал колхоз «Коминтерн» и участок совхоза «Александровский».

## Население
| 2010 |
| ---- |
| 153  |

### Историческая численность населения
В 1897 году в Соболевке насчитывалось 293 человека, в 1907 году 974.
Постоянное население составляло 183 человека в 2002 году, 153 в 2010.

### Национальный и гендерный состав
Согласно результатам переписи 2002 года, в национальной структуре населения русские составляли 92 % из 183 чел..

## Известные уроженцы, жители
- Аксёнов, Борис Александрович (1929—2006) — машинист экскаватора, Герой Социалистического Труда.

## Инфраструктура
Личное подсобное хозяйство с зоной сельскохозяйственного использования, индивидуальная застройка усадебного типа.
Основа экономики — сельское хозяйство.

## Достопримечательности
Памятник в центре деревни Землякам, погибшим в Великой Отечественной войне

## Транспорт
Остановка общественного транспорта «Новоалександровка». 